# NGC 6661
NGC 6661 је лентикуларна галаксија у сазвежђу Херкул која се налази на NGC листи објеката дубоког неба.
Деклинација објекта је + 22° 54' 33" а ректасцензија 18h 34m 36,7s. Привидна величина (магнитуда) објекта NGC 6661 износи 12,3 а фотографска магнитуда 13,2. NGC 6661 је још познат и под ознакама NGC 6660, UGC 11282, MCG 4-44-3, CGCG 143-3, IRAS 18324+2252, PGC 62072.